# 2009 en jeu
Chronologie du jeu
- 2005
- 2006
- 2007
- 2008
- 2009
- 2010
- 2011
- 2012
- 2013

Cet article présente les faits marquants de l'année 2009 concernant le jeu.

## Évènements
- Reprise de la parution papier du périodique Plato (au no 26) qui était remplacé depuis 2007 par une édition web.
- BoardGameGeek, le site américain d'information sur les jeux de société, ouvre et met en ligne un sous-domaine consacré exclusivement aux jeux de rôle : RPGGeek.

### Compétition
- 28 juin : l’Australien Andrew Goff remporte le XIXe championnat du monde de Diplomatie à Columbus devant le Britannique Daniel Lester et l'Américain Jim O'Kelley.
- Octobre : l’Allemand Ralph Querfurth remporte le IVe championnat du monde de Carcassonne à Essen.
- 7 novembre : le Japonais Yusuke Takanashi remporte le XXXIIIe championnat du monde d’Othello à Gand.
- 20 décembre : le Français Arnaud Daïna remporte le XXVe Championnat de France de Diplomatie à Paris devant ses compatriotes Emmanuel du Pontavice et Pierre Dehornoy[1].

#### Scrabble
- 15 février : Antonin Michel remporte la Coupe de Cannes.
- 13 avril : Christian Pierre remporte le Championnat de Belgique.
- 24 mai : Antonin Michel remporte la Coupe de Vichy.
- 31 mai : Jean-François Lachaud et Fabien Fontas remportent ex æquo le Championnat de France de Scrabble duplicate, c’est la première fois qu’il y a deux co-champions de France.
- Juillet : Les Championnats du monde de Scrabble francophone :
  - Hugo Delafontaine remporte le championnat individuel ;
  - Hugo Delafontaine et Florian Lévy remportent le championnat par paires ;
  - Franck Maniquant remporte le championnat en blitz ;
  - Benjamin Valour remporte le championnat du monde de Scrabble classique ;
  - Anthony Clémenceau remporte l’épreuve open.

## Économie du jeu
- Août : création de l'éditeur Casus Belli Presse.

## Sorties
- Fantasy Craft, Jon Andersen, Alexander Flagg, Scott Gearin, Patrick Kapera et Mark Newman, Mongoose Publishing/Crafty Games
- Fiasco, Jason Morningstar, Bully Pulpit Games
- Pathfinder Roleplaying Game Core Rulebook (Manuel des joueurs), Tim Connors, Elizabeth Courts, Adam Daigle, David A. Eitelbach, James Jacobs, Gref Oppedisano, Sean K. Reynolds, F. Wesley Schneider et Hank Woon, Paizo Publishing

## Récompenses
| Récompense                              | Jeu                                          | Auteur(s)                             | Éditeur(s)                                   |
| --------------------------------------- | -------------------------------------------- | ------------------------------------- | -------------------------------------------- |
| As d'or Jeu de l'année enfants          | Château Roquefort                            | Jens-Peter Schliemann, Bernhard Weber | Gigamic/Zoch                                 |
| As d'or Jeu de l'année                  | Dixit                                        | Jean-Louis Roubira                    | Libellud                                     |
| Deutscher Spiele Preis                  | Dominion                                     | Donald X. Vaccarino                   | Filosofia                                    |
| Games Magazine Awards                   | TZAAR                                        | Kris Burm                             | SmartGames                                   |
| Kinderspiel des Jahres                  | Le Labyrinthe magique Das magische Labyrinth | Dirk Baumann                          | Drei Magier Spiele                           |
| Spiel der Spiele                        | Ramses Pyramid                               | Reiner Knizia                         | The Lego Group                               |
| Spiel des Jahres                        | Dominion                                     | Donald X. Vaccarino                   | Hans im Glück / Rio Grande Games / Filosofia |
| Prix du public du jeu de Saint-Herblain | Wazabi                                       | Guilhem Debricon                      | Gigamic                                      |

## Décès
Hans Beck, créateur des Playmobil.
Dave Arneson, cocréateur de Donjons et Dragons.